# Skandináv irodalom
Skandinávia irodalma alatt a skandináv országok nyelvein írt irodalmakat értjük. Skandináv országnak számít Dánia, Finnország, Izland, Norvégia (beleértve Svalbardot is), Svédország (Åland-al együtt), Feröer és a Dániához tartozó Grönland. Ezen országok és területek többsége az északi germán nyelveket beszéli. Annak ellenére, hogy Finnország nyelve finnugor nyelv, tehát nem tartozik a germán nyelvek csoportjába, a finn történelem és irodalom szorosan összekapcsolódik a svédekkel és a norvégokkal. Meg kell említeni a legészakibb területeken élő számikat is, akik szintén nem germán nyelvűnek számítanak.
Ezek a népek összesen rendkívül jelentős irodalommal szolgálnak. Henrik Ibsen, norvég drámaíró segített talán leginkább öregbíteni a skandináv irodalom hírnevét, főleg a modern realista drámán belül, Európa országaiban.

## Középkori skandináv irodalom
A középkori Skandinávia először egységes óészaki majd ó-norvég nyelvű volt. A térség legrégebbi írásos emlékei a rúnaírások, melyeket többnyire hatalmas állókövekbe véstek. Ezek közül néhány tesz említést a norvég mitológiára és találhatunk közöttük apróbb alliteratív verseket is. A legismertebb példa a Rök runakő (800 körül), mely a nagy népvándorlások időszakából való. Az Edda-énekek közül a legrégebbiekről úgy tartják, hogy valamikor a 9. század környékén keletkezhettek. Ezeket azonban csak a 13. században jegyezték le először. Az énekek Skandinávia mitikus és hősies legendáiról szólnak. A skandináv költészet leginkább későbbi korokból maradt.
Skandinávia a 10. században, a kereszténység terjedésekor lépett kapcsolatba Európai írásossággal.

## Dán irodalom
A legkorábbi fennmaradt írásos emlékek Dániában a Skandináviában elterjedt rúnaírással készült feliratok mindenféle hatalmas állókövekbe vésve. Ezek közül néhány rövid, alliterációs verseket tartalmaz. A 10. század környékén elterjedő kereszténység hozta el Dániába az európai írásosságot, beleértve a latin ábécét és a latin nyelvet. Számottevő irodalmi műre egészen a 12. századig kellett várni, Saxo Grammaticus Gesta Danorum című ambiciózus történelmi művéig. A 16. századi reformáció jelentette a dán irodalom számára a megújulást. A 17. században felélénkült a skandináv hagyományok iránti érdeklőkés.

## Feröer irodalma
A 13. századi Feröeriek sagája (Færeyinga saga), melyet izlandi nyelven írtak, a feröeri emberek keresztény hitre való áttérését meséli el. Ez a szigetek korai történetének bemutatása, azonban kétséges, hogy történelmileg ezek hitelesek lennének.
Feröer irodalma hagyományos értelemben csak az elmúlt 100-200 évben alakult ki. Ez főleg az ország elszigeteltségéből fakad, valamint abból, hogy a feröeri nyelv írásos formája nem létezett 1890-ig, illetve nem lett egységesítve ez előtt.

## Finn irodalom
A Finn irodalom magában hordozza Finnország viszontagságos történelmének egyértelmű jeleit. Magyarországhoz hasonlóan, itt is hosszú ideig a kormány és az ország irányítóinak nyelve nem egyezett meg az ország lakosságának többségéével, azaz a finnel. A legjelentősebb művek többsége a finn öntudat megszerzése és megtartása köré fonódott.
Mivel az írott finn nyelv viszonylag új keletű, ezért számottevő irodalommal nem rendelkezik a középkorból vagy annál korábbról. A középkor óta a finn nyelv népköltészetben rendkívül gazdaggá vált. Kétségkívül a leghíresebb népköltészeti gyűjtemény a Kalevala, melyet a finnek nemzeti eposzaként emlegetnek. A Finn nyelv hivatalossá válása után is a jelentős maradt Finnországban a svéd nyelv használata, így a svéd nyelvű irodalom is.

## Izlandi irodalom
Az izlandi saga (Izlandi nyelven: Íslendingasögur), melyek közül sokat családi sagaként ismernek, prózai formában szájhagyományosan őrzött, a 12. századtól kezdve pergamenre írt elbeszélés, amelyet helyenként verses betétek szakítanak meg. A saga műfaja az izlandi irodalomban volt elterjedt a 9-14. században. A saga skandináv szó, jelentése "történet" (az izlandi nyelvben "történelem" is). A késő középkorban a rimur epikus mű vált a legnépszerűbb költői kifejező formává. A reformáció utáni jelentősebb izlandi szerzők közé számít Hallgrímur Pétursson, Jónas Hallgrímsson, Gunnar Gunnarsson és Halldór Laxness.

## Norvég irodalom
A 14-19. századig tartó időszak sötét kornak számít a norvég irodalomban, annak ellenére, hogy olyan norvég születésű szerzők munkálkodtak, mint Peder Claussøn Friis vagy Ludvig Holberg. A nacionalizmus és a nemzeti függetlenségért vívott harc eredményeképpen a 19. század elején új korszak köszöntött be a norvégok nemzeti irodalmába. Henrik Wergeland drámaíró volt a kor egyik legjelentősebb szerzője, míg később Henrik Ibsen művei már a nyugati irodalmakra is hatalmas befolyással bírt. A 20. században meg kell említeni két Irodalmi Nobel-díjas írójukat, Knut Hamsunt és Sigrid Undset-et.

## Svéd irodalom
A Svéd irodalom mindig élénk és aktív. Az országok Irodalmi Nobel-díjasokat felvonultató listáján, persze nem nagy meglepetésre, Svédország a harmadik. A híres svéd írók közé tartozik Astrid Lindgren, Selma Lagerlöf, Liza Marklund, August Strindberg stb.
Lindgren műveiből 21 játékfilm készült. A „Harisnyás Pippiből” csak Svédországban 7 millió példány kelt el, róla elnevezett díj is létezik és iskolák tucatjai viselik a nevét. Lagerlöf világszerte nemzedékről nemzedékre a legnépszerűbb szerzők egyike. Feledhetetlen nőalakját, Gösta Berlinget filmen Greta Garbo alakította. Meseregényét, a "Nils Holgersson csodálatos utazásá"t csak magyarul húsznál több kiadásban olvasták és olvassák a gyerekek, felnőttek és öregek. Strindberg Kilenckötetnyi önéletrajza, az “Egy lélek fejlődése", szinte gyűjteménye a világnézeteknek, a stílusoknak, az egymásnak ellentmondó véleményeknek.

## Elismerések

### Nemzetközi díjak

#### Irodalmi Nobel-díj
Irodalmi Nobel-díjat kapott Selma Lagerlöf, Verner von Heidenstam, Karl Adolph Gjellerup, Henrik Pontoppidan, Knut Hamsun, Sigrid Undset, Erik Axel Karlfeldt, Frans Eemil Sillanpää, Johannes Vilhelm Jensen, Pär Fabian Lagerkvist, Halldór Laxness, Nelly Sachs, Eyvind Johnson és Harry Martinson.

### Regionális díjak

#### Az Északi Tanács Irodalmi Díja
Az Északi Tanács Irodalmi Díja egy irodalmi díj, melyet az északi népek irodalmi döntőbizottsága ítél oda egy olyan műnek (regény, dráma, verseskötet, novella vagy esszé), melyet a skandináv országok valamelyik nyelvén írtak. A tíz főből álló bizottságot az Északi Tanács jelöli ki:
- két dán,
- két finn (1 finn nyelvű és 1 svéd nyelvű)
- két izlandi,
- két norvég és
- két svéd szakembert.

### Irodalmi díjak

#### Finnország
- Finlandia-díj

#### Norvégia
- Norvég Kritikusok Irodalmi díja
- Halldis Moren Vesaas-díj
- NBU-díj
- A Norvég Akadémia Díja Thorleif Dahl emlékére

#### Svédország
- Selma Lagerlöf Irodalmi Díj
- Svenska Dagbladet Irodalmi Díj
- August-díj
- Sveriges rádióhallgatók irodalmi díja
- Samfundet De Nio díj

## Lásd még
- Óészaki irodalom
- Viking művészet
- Világirodalom